# جيوثيكا
جيوثيكا هي ممثلة هندية، ولدت في 18 أكتوبر 1978 بمومباي في الهند. من الجوائز التي نالتها جائزة فيلم فير جنوب.

## جوائز
- جائزة فيلم فير جنوب

## وصلات خارجية
- جيوثيكا على موقع IMDb (الإنجليزية)
- جيوثيكا على موقع أول موفي (الإنجليزية)
- جيوثيكا على موقع قاعدة بيانات الفيلم (الإنجليزية)
- جيوثيكا على موقع كينوبويسك (الروسية)